# 連邦警察 (ドイツ)

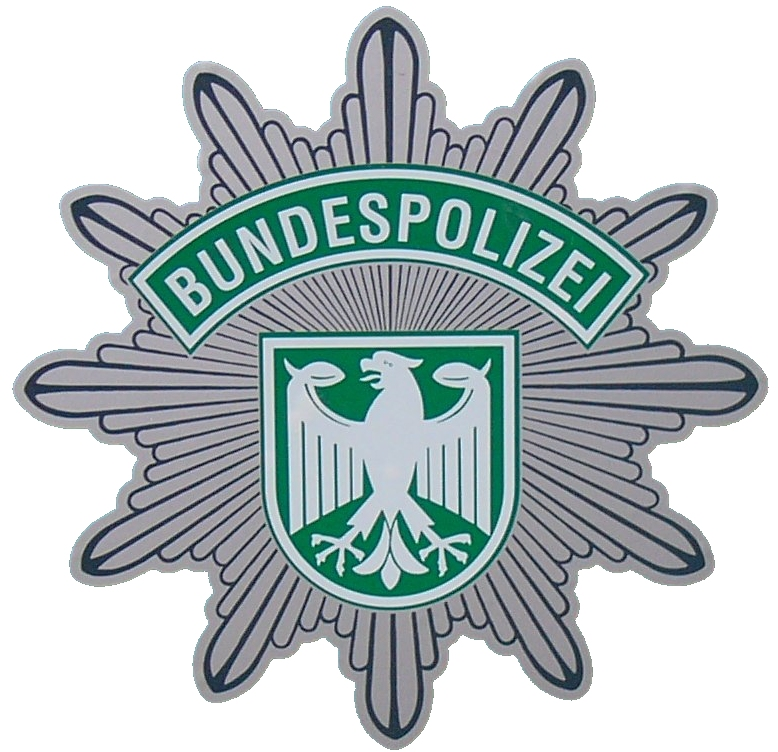
連邦警察の車輌に表示される星章。緑色はドイツ警察伝統のシンボルカラーだが、EU加盟国間で色調を統一するため、2004年から青色への切り替えが順次進められた。

連邦警察（れんぽうけいさつ、ドイツ語: Bundespolizei, BPOL）は、ドイツの警察組織。連邦政府内務省（BMI）において、国境警備や施設警備など警備警察を担っている。2022年度現在、職員数約5万4,000名（うち警察官約4万5,000名）、予算約21億8,700万ユーロ。

## 概要
ドイツは連邦制をとっており、基本法に特に規定がない限りは、権限は基本的にそれぞれの州に属している。警察についても、基本法第70条第1項に基づき、犯罪捜査および防犯は州の法執行機関（州警察）の権限となる。しかし例外的に、「刑事警察の中央官庁」と「連邦国境警備官庁」の2つは連邦政府の法執行機関として基本法第87条に規定されていた。
このうち、「連邦国境警備官庁」として1951年に設置されたのが連邦国境警備隊（独: Bundesgrenzschutz, BGS）であった。しかしBGSは、国境警備のほかにも、施設警備や州警察への支援など様々な業務に従事して、総合的な警備警察組織として機能するようになっており、名称が実態に即していないと指摘された。このことから、2005年7月1日の法改正で「連邦警察」と改称されることとなった。

## 所掌
連邦警察は次のような任務を所掌する。
国境警備（Grenzschutz）
出入国管理と国境線から30キロメートルまでの地域の警備。また海上部隊（Direktionsbereich Bundespolizei See）については、連邦交通・デジタルインフラ省（BMVI）や連邦財務省（BMF）、連邦食糧・農業省（BMEL）の関連部門とともに、連邦沿岸警備隊（Küstenwache des Bundes）の構成要素となっている。
重要施設警備
- 連邦機関 - 連邦の憲法機関および連邦各省の警備
- 航空保安 - 空港警備および警乗護衛
- 鉄道警察

集団警備力の提供
- 緊急対処事態・武力攻撃事態への対処 - 連邦・州の存立、あるいは自由で民主的な基本秩序に対する危険に対処するため、連邦政府の命令により出動する
- 州の支援のための出動 - 公秩序の維持と回復、災害派遣のため、州政府の要請により出動する

外国における出動
- 国連やEUによる国際警察任務の支援。
- いくつかの国におけるドイツ大使館の警備

連邦警察は、その管轄の範囲でのみ犯罪捜査を指揮する捜査官を持っている。それ以外の場合においては、州警察や連邦刑事庁等の適切な組織にゆだねられる。

## 編制
連邦警察本部（Bundespolizeipräsidium）
ベルリン近郊のポツダムに所在する。連邦警察全体を監督するとともに、警察実務の企画的観点から統制する。
実働部隊として、対テロ特殊部隊たるGSG-9（拠点は盆のザンクト・アウグスティンの管理局内）、ヘリコプター等を有する飛行集団を擁する。またBFE+（証拠収集と逮捕チーム）を2015年に発足させた
連邦警察管理局（Bundespolizeidirektionen, BPOLD）
全国に下記の9個局が設置されている。それぞれ12個以下の連邦警察事務所（全国で77ヶ所）を有し、各州の諸官庁など関係者と協力して各地域で実働部隊の任務を担う。各管理局で2,000～3,000名程度、各事務所は200～300名程度の警察官が配置されている。
- ベルリン
- ミュンヘン
- ピルナ
- ベーブリンゲン
- コブレンツ
- ザンクト・アウグスティン
 - GSG-9もここに常駐している
- フランクフルト・アム・マイン
- バート・ブラームシュテト
- ハノーファー

機動隊管理局（Direktion Bundesbereitschaftspolizei, BPOLD BP）
フルダタールに所在しており、全国10ヶ所に配置されている連邦機動隊（BPOLABT、それぞれ約120名）の指揮・調整・支援にあたる。
連邦警察学校（Bundespolizeiakademie, BPOLAK）
リューベックに所在しており、全国7ヶ所にある関連施設とともに、連邦警察官の教育・研修のほか幹部教育にあたる。

## 階級
初級職(Mittlerer Dienst)
| 階級                                         | 和訳                                            | 階級章 | 対応する日本警察の階級 |
| -------------------------------------------- | ----------------------------------------------- | ------ | ---------------------- |
| Polizeimeisteranwärter (PMA)                 | 巡査候補                                        |        | 巡査(新任)             |
| Bundespolizeiliche Unterstützungskraft (BUK) | 連邦警察支援職員                                |        | (該当なし)             |
| Polizeimeister (PM)                          | 巡査 (A7号俸給)                                 |        | 巡査                   |
| Polizeiobermeister (POM)                     | 上級巡査 (A8号俸給)                             |        | 巡査長                 |
| Polizeihauptmeister (PHM)                    | 主任巡査 (A9号俸給)                             |        | 巡査部長(新任)         |
| Polizeihauptmeister mit Amtszulage (PHMmZ)   | 職務手当を伴う主任巡査 (職務手当を含むA9号俸給) |        | 巡査部長(中堅)         |

上級職 (Gehobener Dienst)
| 階級                                        | 和訳               | 階級章 | 相応する日本警察の階級 |
| ------------------------------------------- | ------------------ | ------ | ---------------------- |
| Polizeikommissaranwärter (PKA)              | 警察弁務官候補生   |        | 警部補(新任)           |
| Polizeikommissar (PK) A9                    | 警察弁務官         |        | 警部補(中堅)           |
| Polizeioberkommissar (POK) A10              | 警察上級弁務官     |        | 警部                   |
| Polizeihauptkommissar A 11 (PHK)            | 警察主任弁務官A11  |        | 警視(新任)             |
| Polizeihauptkommissar A 12 (PHK)            | 警察主任弁務官A12  |        | 警視(中堅)             |
| Erster Polizeihauptkommissar (EPHK) A13     | 一等警察主任弁務官 |        | 警視(主任)             |
| Erster Polizeihauptkommissar (EPHK) A13g(Z) | 一等警察主任弁務官 |        | 警視(特定手当付き)     |

高級職(Höherer Dienst)
| 階級 | 和訳                                                                                       | 階級章 | 相応する日本警察の階級 |  |
| --- | ------------------------------------------------------------------------------------------ | ------ | ---------------------- |  |
| Polizeiratanwärter (PRA) | 警察参事官候補生                                                                           |        | 警視正(新任)           |  |
| Polizeirat (PR) A13 | 警察参事官                                                                                 |        | 警視正(中堅)           |  |
| Polizeioberrat (POR) A14 | 警察上級参事官                                                                             |        | 警視正(主任)           |  |
| Polizeidirektor (PD) A15 | 警察監督官                                                                                 |        | 警視長                 |  |
| Leitender Polizeidirektor (LtdPD) A16                                                                                         | 総括警察監督官                                                                             |        | 警視長(主任)           |  |

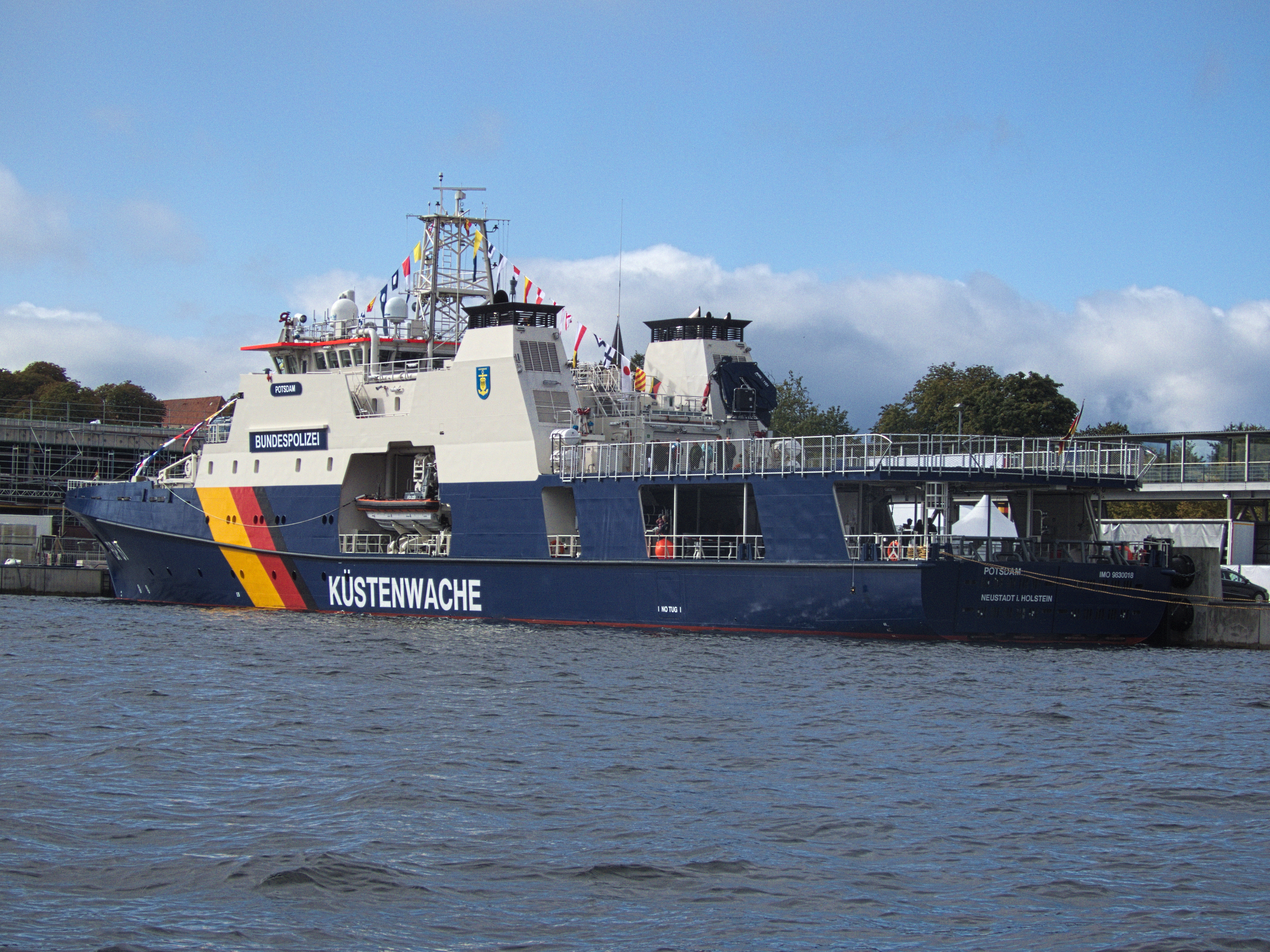
外洋向けの大型巡視船「ポツダム」(BP81)

| Vizepräsident einer Bundespolizeidirektion, Direktor in der Bundespolizei (als Abteilungsleiter im Bundespolizeipräsidium) B3 | 連邦管区警察局次長 連邦警察本部の各局長 (B3号俸給)月俸8519.75ユーロ(2022年)                |        | 警視監 (警察庁局長)    |  |
| Präsident einer Bundespolizeidirektion                                                                                        | 連邦管区警察局長 (B4俸給) 月俸9438.66ユーロ(2022年)                                        |        | 警視監 (管区警察局長)  |  |
| Präsident einer Bundespolizeidirektion, Vizepräsident beim Bundespolizeipräsidium, Präsident der Bundespolizeiakademie        | 連邦管区警察局長 連邦警察大学校校長 連邦警察本部副長官 (B6俸給) 月俸10600.22ユーロ(2022年) |        | 警視総監 警察庁次長    |  |
| Präsident des Bundespolizeipräsidiums                                                                                         | 連邦警察本部長官 (B9俸給) 月俸12425.82ユーロ(2022年)                                       |        | 警察庁長官             |  |